# Kamiranzogera (periodiskt vattendrag)
Kamiranzogera är ett periodiskt vattendrag i Burundi.   Det ligger i provinsen Ngozi, i den norra delen av landet, 90 kilometer nordost om huvudstaden Bujumbura.
Omgivningarna runt Kamiranzogera är en mosaik av jordbruksmark och naturlig växtlighet. Runt Kamiranzogera är det tätbefolkat, med 459 invånare per kvadratkilometer.